# Lyli Herse
Lyli Herse (Lysiane Herse-Desbois), née le 6 janvier 1928 à Caen et morte le 4 janvier 2018 à Osny, est une coureuse cycliste française.
Spécialiste des courses sur route, elle a été neuf fois championne de France de la discipline et a dominé les coureuses de sa génération, au niveau national.

## Biographie
Lyli Herse est la fille de René Herse (en), constructeur de vélos de course et grands tourisme haut de gamme ; la marque René Herse est née en 1940 à Levallois-Perret. Sa mère qui tenait la comptabilité et la gestion de l'affaire familiale, faisait des compétitions de vélo et était détentrice, dans les années 1950, du meilleur temps dans Paris-Dieppe. Ses parents sont également des grands adeptes du tandem, notamment lorsque la mère de Lyli Herse, Marcelle, était enceinte.
La maison familiale est construite près de la ligne d'arrivée de la course de côte Poly de Chanteloup, lily enfant est noyée dans l'ambiance des courses et la passion des vélos fabriqués par l'entreprise de son père, tout ça semble être déterminant dans la destinée de la première grande cycliste française.
Lyli Herse montre rapidement des facilités en montagne. Elle gagne en 1949 la Grimpée du Puy de Dôme, puis de nouveau en 1951, avec un temps record qui n'a jamais été battu. La multiple championne du monde Jeannie Longo-Ciprelli aurait à plusieurs reprises tenté sans succès d'améliorer le temps.
En 1955, elle prend part au premier Tour de France féminin, organisé par le journaliste Jean Leulliot. Elle remporte la première étape et elle s'adjuge les principaux maillots dans ce premier Tour de France pour les femmes. Au général final, elle termine quatrième. L'année suivante, elle remporte le premier de ses neuf titres de championne de France sur route (en 1956, 1957, 1958, 1959, 1961, 1962, 1963, 1965 et 1967). À sept reprises, elle est sélectionnée au championnat du monde sur route, son meilleur résultat est une cinquième place en 1965.
En 1961, elle invite son amie Elsy Jacobs du Luxembourg, à participer à la Poly de Chanteloup (prédécesseur du Trophée des grimpeurs féminin). Plus tard, elle apprend par hasard que Jacobs utilise des méthodes dopantes. En conséquence, les deux femmes se brouillent. « Elle était une bonne amie, mais ce n'était plus la même chose. [...] Pour moi, ce n'était pas naturel ».
Sa principale concurrente sur les courses françaises est Renée Vissac. Elles sont souvent sur les mêmes podiums du championnat de France sur route. De plus, leur palmarès a sensiblement commencé et fini en même temps.
En 1967, après son huitième titre national, Lyli Herse arrête sa carrière à l'âge de 39 ans, son père ayant des problèmes de santé. L'année suivante, elle constitue une équipe de féminines, qui comprend des coureuses de premier plan comme Geneviève Gambillon. Lyli Herse entraîne les athlètes personnellement, en dépit de la résistance de la Fédération française de cyclisme. En dehors de plusieurs championnats de France, les meilleurs résultats de l'équipe sont deux titres de championne du monde pour Geneviève Gambillon (1972 et 1974). Elle arrête cette fonction pour raisons familiales en 1975, son père étant malade. Il décède en 1976 et sa mère le rejoint en 1978.
Elle reprend l'entreprise de son père, après qu'elle a été dirigée par sa mère pendant plusieurs années. En 1979, la société déménage à Asnières-sur-Seine et en 1980, Lyli Herse épouse Jean Desbois, employé de longue date de l'entreprise. Ils continuent la fabrication des vélos jusqu'en 1986, date à laquelle l'entreprise ferme. La marque René Herse, aussi que les outils qui restaient, est vendue en 2007 par Lyli Herse à Jan Heine aux États-Unis. Elle appartenait également au Comité d'Honneur de Paris-Brest-Paris. Elle est décédée le 4 janvier 2018, deux jours avant son 90e anniversaire.

## Palmarès sur route
- 1949
  - Grimpée du Puy de Dôme
- 1951
  - Grimpée du Puy de Dôme
- 1955
  - 1re et 5e étapes du Tour de France féminin
- 1956
  -  Championne de France sur route
  - 2e du Circuit Lyonnais-Auvergne
- 1957
  -  Championne de France sur route
  - Circuit Lyonnais-Auvergne
- 1958
  -  Championne de France sur route
- 1959
  -  Championne de France sur route
- 1960
  - 2e du championnat de France sur route
  - 8e du championnat du monde sur route
- 1961
  -  Championne de France sur route
- 1962
  -  Championne de France sur route
  - 7e du championnat du monde sur route
- 1963
  -  Championne de France sur route
- 1964
  - 2e du championnat de France sur route
- 1965
  -  Championne de France sur route
  - 5e du championnat du monde sur route
- 1966
  - 3e du championnat de France sur route
- 1967
  -  Championne de France sur route

## Littérature
- Jan Heine : « René Herse - Les vélos, le constructeur, les pilotes ». Bicycle quarterly Press, Seattle 2012.